# Калібек Куанишпаєв
Калібек Куанишпаєв (каз. Қуанышбаев Қалыбек; 25 квітня 1893 — 7 червня 1968) — казахський, радянський актор. Народний артист СРСР (1959). Один із засновників казахського професійного театрального мистецтва.

## Біографія
Народився 25 квітня 1893 року у селі Саритау (нині — в Каркаралінському районі, Карагандинська область, Казахстан). Походить з підроду байбори роду каракесек племені аргин.
У 1916 році його мобілізували на будівництво оборонних споруд у прифронтовій смузі Білорусі, у 1917 році працював в Омську на шкіряному заводі, потім перегонником худоби у рідному селі. Підтримав Жовтневу революцію, якийсь час був головою сільради.
Перші виступи Куанишпаєва як народного коміка-гострослова належать до початку 1920-х років, коли він брав участь у Кояндинському ярмарку неподалік Семипалатинська у складі «бродячої трупи», до якої входили співаки, борці, жонглери, танцюристи та інші. Артист організував самодіяльний драматичний гурток, складав сатиричні оповідання та ставив їхні інсценування.
У 1925 році у Кзилорді брав участь у створенні першого професійного казахського театру (нині Казахський державний академічний театр драми імені М. О. Ауезова). У 1928 році разом з театром приїхав до Алмати та пропрацював у цій трупі до 1964 року. За сорок років сценічного життя зіграв понад 150 ролей.
З 1937 року знімався у кіно.
Вів педагогічну роботу.
Займався також художньою літературою, писав короткі п'єси, скетчі, гуморески, сатиричні вірші для радіо й естради. Вийшли друком дві його збірки сатиричних віршів «Түйреуіш» («Шпилька») та «Шаншарлар» («Остряки»). Автор (разом із Ш. Хусаїновим) п'єс «Шаншарлар» («Гострослови»), поставленої Казахським театром драми ім. М. Ауезова у 1948 році, і «Ақ жаулиқ — көк жаулиқ».
Член ВКП(б) з 1943 року. Обирався депутатом Верховної Ради СРСР 2-4 скликань (1946—1958).
Помер 7 червня 1968 року. Похований в Алмати на Центральному цвинтарі.

## Нагороди та звання
- Заслужений артист Казахської РСР
- Народний артист Казахської РСР (1936)
- Народний артист СРСР (1959)
- Сталінська премія третього ступеня (1952) — за виконання ролі Кунанбая у виставі «Абай» М. Ауезова
- Два ордени Леніна (зокрема 1946 — у зв'язку з 20-річчям театру)
- Орден Трудового Червоного Прапора (1945)
- Два ордени «Знак Пошани» (1936[6] та 1938)
- Медалі.

## Ролі у театрі
- 1925, 1933, 1957 — «Енлік — Кебек» М. Ауезова — Кебек, Кобей, Нисан Абиз
- 1935 — «Нічні гуркіти» М. Ауезова — Танеке
- 1936 — «Ревізор» М. Гоголя — Городничий
- 1940 — «Абай» М. Ауезова та Л. Соболєва — Абай
- 1942 — «Гвардія честі» М. Ауезова та А. Абішева — генерал Панфілов
- 1942 — «Трагедія поета» Г. Мусрепова — Балуан
- 1942 — «Алдар-Косе» Ш. Хусаїнова — буфонний візир Шораяк
- 1943 — «Приборкання норовливої» В. Шекспіра — Баптіста
- 1947 — «Переможці» Б. Чирскова — Виноградов
- 1949 — «Абай» за романом" Шлях Абая " М. Ауезова — Кунанбай
- 1952 — «Квітне, степу!» А. Тажибаєва — садівник Жанас
- «Отелло» В. Шекспіра — Брабанціо[4].

## Фільмографія
- 1938 — «Амангельди» — Байбол
- 1940 — «Райхан» — акін
- 1942 — «Пісня про велетня» (короткометражний) — батько Толагая
- 1945 — «Пісні Абая» — Абай
- 1948 — «Золотий ріг» — Бергалієв, міністр
- 1954 — «Поема про кохання» — Жаркін
- 1957 — «Його час прийде» — Чингіз
- 1957 — «Ботагоз» — епізод
- 1959 — «Одного разу вночі» — дід Жарас
- 1964 — «Безбородий ошуканець» — Єрали
- 1965 — «Мрія моя» — епізод[4].

## Пам'ять
- Ім'ям К. Куанишпаєва названий Казахський музично-драматичний театр в Астані та вулиці в Алмати, Караганді, Каркаралінську.
- Встановлено меморіальну дошку на будинку актора у Каркаралінському районі.